# Elisabet av Mecklenburg
Elisabet av Mecklenburg, född 1235, död före 6 februari 1280, var tredje barn och enda dotter till Johan I av Mecklenburg och Luitgard av Henneberg.
Hon gifte sig 1250 med Gerhard I av Holstein. Paret fick följande barn:
1. Luitgard av Holstein (död 1289), gift 1. med hertig Johan I av Braunschweig-Lüneburg (död 1277), gift 2. med furst Albrecht I av Anhalt-Zerbst (död 1316/1317)
2. Gerhard II av Holstein (död 1312), greve av Holstein
3. Helvig av Holstein (död 1324/1326), gift med kung Magnus Ladulås av Sverige (död 1290)
4. Adolf VI av Holstein (död 1315), greve av Holstein
5. Henrik I av Holstein (död 1304), greve av Holstein
6. Elisabeth av Holstein (död 1274/1284), gift med greve Burchard I av Wölpe (död 1289/1290)